# Những bác sĩ tài hoa
Những bác sĩ tài hoa (tiếng Hàn: 슬기로운 의사생활; Romaja: Seulgiroun Euisasaenghal; dịch nghĩa đen: "Chuyện đời bác sĩ", tiếng Anh: Hospital Playlist) là một bộ phim truyền hình Hàn Quốc với sự tham gia của Jo Jung-suk, Yoo Yeon-seok, Jung Kyung-ho, Kim Dae-myung và Jeon Mi-do. Phim được phát sóng trên đài truyền hình tvN vào thứ năm hàng tuần lúc 21h (KST) bắt đầu từ ngày 12 tháng 3 năm 2020 và kết thúc vào ngày 30 tháng 5 năm 2020.
Kết thúc phần đầu tiên, Những bác sĩ tài hoa đã trở thành bộ phim có tỷ lệ người xem cao thứ 9 trong lịch sử truyền hình cáp Hàn Quốc với tập cuối cùng đạt 14,142% trên toàn quốc.
Phần thứ hai của bộ phim được phát sóng trên đài truyền hình tvN vào thứ năm hàng tuần lúc 21h (KST) bắt đầu từ ngày 17 tháng 6 năm 2021 và kết thúc vào ngày 16 tháng 9 năm 2021.

## Nội dung
Những bác sĩ tài hoa là bộ phim có cốt truyện xoay quanh về năm bác sĩ từ lâu đã là bạn của nhau trong quá trình học tập tại Đại học Quốc gia Seoul năm 1999 và hiện tại đang làm chung cùng một bệnh viện tên là 'Yulje'. Phần 2 tiếp tục những câu chuyện còn dang dở của phần 1.

## Diễn viên
Lưu ý: Tuổi của các nhân vật được tính theo năm 2019

### Vai chính
- Jo Jung-suk vai Lee Ik Joon (40 tuổi)

Giáo sư (Professor) của khoa Ngoại Tổng hợp Gan - Mật - Tụy tại Bệnh viện Yulje. Ik Jun là kiểu người hoạt bát và tài năng, đầu vào hay đầu ra đều là thủ khoa trường Y dù trong thời gian học đại học vẫn rất thường lui đến chơi ở các hộp đêm. Chính vì rất thông minh, Ik Jun được nhận xét là không có sự khiêm tốn và không có cả cảm giác xấu hổ, vì thế anh có thể tự tin nói lên ý kiến của mình, hòa đồng với các thực tập sinh cũng như bác sĩ trẻ và mang đến sự sinh động ở nơi anh tới. 
Vị trí trong ban nhạc: Ghita, hát chính
- Yoo Yeon-seok vai Ahn Jeong Won (40 tuổi)

Giáo sư (Professor) duy nhất của khoa Nhi tại Bệnh viện Yulje. Jeong Won khi ở với bạn thân và với người khác là hai thái cực hoàn toàn khác nhau. Anh đối với bệnh nhân và người nhà của họ là thiên sứ dịu dàng, còn đối với bạn thân thì rất nhạy cảm. Anh không có tham vọng vật chất và luôn sẵn lòng giúp đỡ, quan tâm đến người khác. Jeong Won từ lâu đã ước mơ trở thành cha xứ như các anh chị mình, nhưng rồi dòng đời đưa đẩy anh tiếp tục với nghề y từ năm này sang năm khác.
Vị trí trong ban nhạc: Trống
- Jung Kyung-ho vai Kim Joon Wan (40 tuổi)

Giáo sư (Professor), trưởng khoa của khoa Ngoại Lồng ngực tại Bệnh viện Yulje. Jun Wan là một bác sĩ phẫu thuật tim hàng đầu, nhưng anh thường bị nhận xét là không có tính lịch sự do thường thẳng thắn quá mức với bệnh nhân và dễ nổi nóng với cấp dưới. Tuy nhiên ẩn sau anh là một tinh thần quyết tâm cứu người và những thói quen dễ thương như mê đồ ngọt.
Vị trí trong ban nhạc: Ghita
- Kim Dae-myung vai Yang Seok Hyeong (40 tuổi)

Giáo sư (Professor) khoa Sản tại Bệnh viện Yulje. Seok Hyeong được miêu tả là một "mama's boy" do việc gì cũng hỏi ý kiến mẹ. Anh thuộc kiểu người không thích ồn ào, ít giao tiếp xã hội và chỉ thoải mái khi ở bên những người bạn thân của mình. Tuy nhiên thực tế thì Seok Hyeong là một bác sĩ giỏi và đặc biệt chu đáo, khi cần cũng rất kiên quyết. Anh chính là người đề nghị lập lại ban nhạc 5 người như thời đại học.
Vị trí trong ban nhạc: Organ
- Jeon Mi-do vai Chae Song Hwa[6] (40 tuổi)

Giáo sư (Professor) của khoa Ngoại Thần kinh tại Bệnh viện Yulje. Song Hwa là nhân vật nữ duy nhất trong bộ năm, là người không có khuyết điểm, đóng vai trò trụ cột tinh thần cho cả nhóm, được các bác sĩ trong khoa và thực tập sinh đặt cho biệt danh "Quỷ Thần" vì chuyện gì cô cũng biết dù người khác không nói và một lí do nữa là mặc dù bận bịu nhưng cô chưa bao giờ đi làm muộn. Cô tận tụy với nghề, tận tình với đàn em và thích đi cắm trại để thưởng thức thiên nhiên. Tuy nhiên, dù hoạt động trong ban nhạc nhưng cô bị điếc tone
Vị trí trong ban nhạc: Hát chính, Bass

### Vai phụ

#### Bác sĩ
- Jo Seung-yeon vai Joo Jeon (67 tuổi), Viện trưởng của Bệnh viện Yulje, có biệt danh là Ấm nước
- Shin Hyun-been vai Jang Gyeo Ul (29 tuổi), Bác sĩ nội trú năm 3, khoa Ngoại Tổng quát, tốt nghiệp Đại học Y. Tập 6 phần 2 trở thành Bác sĩ chuyên khoa, khoa Ngoại Gan - Mật - Tụy. Cô được mệnh danh là đứa con gái duy nhất của khoa với 13 ông bố (Giáo sư). Cuối phần 1, cô tỏ tình với Giáo sư Ahn Jeong Won và đầu phần 2 cả hai chính thức hẹn hò
- Jeon Kwang-jin vai Jong Se Hyuk (38 tuổi), Bác sĩ phẫu thuật, khoa Ngoại Gan - Mật - Tụy
- Hong Seok-bin vai Kwon Sun Jeong, Giáo sư Phẫu thuật cấy ghép, Trưởng khoa Ngoại Tổng quát
- Lee Ji-hoon vai Lee Ji Hoon, Trợ lý Giáo sư khoa Ngoại Tổng quát
- Hwang Bae-jin vai Hwang Bae Jin, Trợ lý Giáo sư khoa Ngoại Tổng quát
- Lee Jung-won vai Hwang Ji Woo, Bác sĩ nội trú năm 2, khoa Ngoại Tổng quát (phần 2)[7]
- Lee Jong-won vai Kim Geon, Bác sĩ nội trú năm 2, khoa Ngoại Tổng quát (phần 2). Anh chia sẻ hình mẫu của mình là bác sĩ Jang Gyeo Ul[8]
- Jwa Chae-won vai Nam Yu Ri, Bác sĩ nội trú năm nhất, khoa Ngoại Tổng quát (phần 2)
- Nam Joong-Gyu vai Choi Se Hoon, Bác sĩ nội trú năm nhất, khoa Ngoại Tổng quát (phần 2)
- Ahn Eun-jin vai Chu Min Ha (34 tuổi), Bác sĩ nội trú năm 2, khoa Sản, tốt nghiệp Đại học Y. Tập 6 phần 2 trở thành Bác sĩ nội trú năm 4, khoa Sản. Sau này, cô và Giáo sư Yang Seok Huyng[9]
- Kim Hye-in vai Myeong Eun Won (28 tuổi), Bác sĩ nội trú năm 2, khoa Sản, tốt nghiệp Đại học Y. Tập 6 phần 2 trở thành Bác sĩ nội trú năm 4, khoa Sản[10]
- Choi Young-woo vai Cheon Myeong Tae, Giáo sư, khoa Ngoại Tim mạch
- Jung Moon-sung vai Do Jae Hak (39 tuổi), Bác sĩ nội trú trưởng, khoa Ngoại Tim mạch, tốt nghiệp Học viện Y. Tập 6 phần 2 trở thành Nghiên cứu sinh, khoa Ngoại Tim mạch, rất gắn bó với Giáo sư Kim Jun Wan
- Kim Kang-min vai Im Chang Min (27 tuổi), Bác sĩ thực tập, tốt nghiệp Đại học Y. Tập 6 phần 2 trở thành Bác sĩ nội trú năm 2, khoa Ngoại Tim mạch
- Seo Jin-won vai Min Gi Joon, Giáo sư, khoa Ngoại Thần kinh
- Moon Tae-yoo vai Yong Seok Min (33 tuổi), Bác sĩ nội trú trưởng, khoa Ngoại Thần kinh. Tập 6 phần 2 trở thành Nghiên cứu sinh, khoa Ngoại Thần kinh.
- Ha Yoon-kyung vai Heo Seon Bin (31 tuổi), Bác sĩ nội trú năm 3, khoa Ngoại Thần kinh. Tập 6 phần 2 trở thành Nghiên cứu sinh, khoa Ngoại Thần kinh
- Kim Jun-han vai Ahn Chi Hong (38 tuổi), Bác sĩ nội trú năm 3, khoa Ngoại Thần kinh (phần 1) (cameo phần 2)
- Lee Chan-hyung vai Choi Seong Yeong(27 tuổi), Bác sĩ thực tập, tốt nghiệp Đại học Y. Tập 6 phần 2 trở thành Bác sĩ nội trú năm 2, khoa Ngoại Thần kinh
- Choi Young-joon vai Bong Gwang Hyun (40 tuổi), Giáo sư khoa Cấp cứu
- Shin Do-hyun vai Bae Joon-hee (31 tuổi), Nghiên cứu sinh của khoa Cấp cứu (phần 1)
- Lee Se-hee vai Kang So Ye (34 tuổi), Nghiên cứu sinh năm nhất của khoa Cấp cứu, tốt nghiệp Cao đẳng Y (phần 2)
- Chu Yeon-gyu vai Ok Kang-nam, Bác sĩ gây mê

#### Y tá & Sinh viên Y khoa
- Kim Soo-jin vai Song Soo Bin (45 tuổi), Y tá trưởng khu bệnh khoa Ngoại Tổng quát
- Lee Noh-ah vai Lee Young Ha (35 tuổi), Y tá khu bệnh khoa Ngoại Tổng quát
- Lee Dal vai Kim Jae Hwan (28 tuổi), Y tá khu bệnh khoa Ngoại Tổng quát
- Lee Hye-eun vai Guk Hae Sung (32 tuổi), Y tá khu bệnh khoa Ngoại Tổng quát
- Kim Bi-bi vai Ham Deok Joo (37 tuổi), Điều phối viên cấy ghép nội tạng
- Lee Ji-won vai Han Hyun Hee (29 tuổi), Y tá, Trợ lý bác sĩ, khoa Ngoại Nhi
- Lee Soo-hyun vai Nam Ji Min, Y tá khu chăm sóc đặc biệt dành cho trẻ em
- Joo Bo-bi vai Kim Da Young, Y tá khu bệnh khoa Ngoại Nhi (phần 2)
- Yoon Seol vai Yoon Ka Hee, Y tá, khoa Ngoại Nhi (phần 2)
- Yoon Hye-ri vai So Yi Hyun (33 tuổi), Y tá, Trợ lý bác sĩ, khoa Ngoại Tim mạch
- Kim Ji-sung vai Han Seung Joo (41 tuổi), Y tá, có 15 năm kinh nghiệm trong phòng hộ sinh, khoa Sản
- Seol Yu-jin vai Eun Sun Jin (36 tuổi), Y tá, Trợ lý bác sĩ, khoa Sản
- Yang Jo-ah vai Hwang Jae Shin (39 tuổi), Y tá, Trợ lý bác sĩ, khoa Ngoại Thần kinh
- Seo Eun-kyo vai Yeom Ji Wan, Y tá, khoa Ngoại Thần kinh
- Park Han-sol vai Sin Woo Hee Soo (26 tuổi), Y tá khoa Cấp cứu
- Cho Yi-hyun vai Jang Yun-bok (24 tuổi), Sinh viên Y khoa chính quy năm 3. Tập 6 phần 2 trở thành Bác sĩ thực tập[11]
- Bae Hyun-sung vai Jang Hong Do (24 tuổi), Sinh viên Y khoa chính quy năm 3. Tập 6 phần 2 trở thành Bác sĩ thực tập

#### Các nhân vật liên quan đến nhân vật chính
- Kwak Sun-young vai Lee Ik Sun (38 tuổi), thiếu tá lục quân, em gái của Lee Ik Jun, từng hẹn hò với Giáo sư Kim Jun Wan nhưng đến phần 2 thì cô đề nghị chia tay. Cả hai đã quay lại ở cuối tập 16
- Kim Joon vai Lee U Ju (5 tuổi), con trai của Lee Ik Jun, là một cậu bé vô cùng đáng yêu, hoạt bát và yêu thương bố. Đối với U Ju, bố là cả vũ trụ.
- Lee Soo Mi vai dì Wang, người giúp việc chăm sóc Lee U Ju
- Kim Hae-sook vai Jeong Rosa (70 tuổi), mẹ của Ahn Jeong Won
- Sung Dong-il vai Peter Ahn Dong Il, anh trai cả của Ahn Jeong Won[12]
- Kim Kap-soo vai Joo Jong Soo (70 tuổi), chủ tịch Quỹ Yulje
- Moon Hee-kyung vai Jo Young Hye (64 tuổi), mẹ của Yang Seok Hyeong
- Nam Myung-ryeol vai Yang Tae Yang (69 tuổi), cha của của Yang Seok Hyeong
- Lee So-yoon vai Kim Tae-yeon (37 tuổi), tình nhân của Yang Tae Yang
- Park Ji-yeon vai Yoon Shin Hye (39 tuổi), vợ cũ của Yang Seok Hyeong (phần 2)[13][14]
- Shin Hye-kyung vai mẹ vợ cũ của Yang Seok Hyeong (phần 2)

### Khách mời
- Hwang Young-hee vai mẹ của bệnh nhân ghép gan (tập 1)[15]
- Yeom Hye-ran vai mẹ của Min-young (tập 1)[15]
- Kim Sung-kyun vai anh thứ hai của Ahn Jeong Won (tập 1)[15]
- Ye Ji-won vai chị cả của Ahn Jeong Won (tập 1) [15]
- Oh Yoon-ah vai chị thứ hai của Ahn Jeong Won (tập 1)[15]
- Park Hyoung-soo vai Luật sư Pyeon (tập 1 & 10–12)[16]
- Jung Jae-sung vai Trưởng khoa phẫu thuật thần kinh (tập 1)[17]
- Kim Gook-hee vai Gal Ba-ram (tập 2)[15]
- Kim Sung-cheol vai No Jin-hyung (tập 2)[15]
- Kim Han-jong vai Gong Hyung-woo (tập 2)[18]
- Lee Soo-geun vai người dẫn chương trình phát thanh (tập 3)[15]
- Eun Ji-won vai người dẫn chương trình phát thanh (tập 3)[15]
- Shim Dal-gi vai mẹ của Chan-hyung (tập 3)[19]
- Gi Eun-se vai Yuk Hye-jung (tập 3)[15]
- Go Ara vai Go Ara (tập 5–6)[15]
- Kim Dong-kyu (tập 5, lồng tiếng)[15]
- Choi Moo-sung vai chồng của bệnh nhân Lee Ik Jun (tập 7)[20]
- Kim Sun-young vai bệnh nhân của Lee Ik Jun (tập 7)[20]
- Choi Su-rin vai Oh Yu Min
- Jung Min-sung vai Lee Chang Hak (tập 11–12)[21]

- Lee Dong-hee vai bệnh nhân đột quỵ được Lee Ik Jun cứu trên đường đi làm (tập 1)
- Lim Soo-jung vai Chae Eun, bệnh nhi của Ahn Jeong Won (tập 1) [22]
- Park Hye-young vai mẹ của Chae Eun (tập 1)
- Cha Chung-hwa vai mẹ của bệnh nhi Yeon U (tập 1) [23]
- Lee Seung-joon vai Se Ho, bệnh nhi (tập 1)
- Ahn Shi-ha vai Kim Soo Jung, bệnh nhân của Yang Seok Hyeong (tập 1-2) [24]
- Lee Taek-geun vai chồng của Kim Soo Jung (tập 1-2)
- Woo Jung-won vai Yeom Se Hee, Giáo sư khoa Sản (tập 1)[25]
- Na Chul vai Kim Y Jae, Bác sĩ (tập 2)
- Jeon Hye-yeon vai Y tá (tập 2)
- Kim Si-woo vai Park Seung Won (tập 2)
- Ryu Hye-rin vai mẹ của bệnh nhi  Seung Won (tập 2) [26]
- Seo Seok-gyu vai cha của Park Seung Won (tập 2)
- Bae Ki-bum vai Kim Jang Ho, bệnh nhân của Lee Ik Jun (tập 2)
- Lee Ji-hyun vai mẹ của Lee Min Chan (tập 2-4)
- Park Tae-sung vai cha của bệnh nhi Lee Min Chan (tập 3-4)
- Lee Eun-joo vai mẹ của bệnh nhi Eun Ji (tập 2-5)
- Ko Na-young vai Yoo Kyung Jin, nghệ sĩ vĩ cầm thế giới, bệnh nhân của Chae Song Hwa (Tập 2–3) [27]
- Lee Ji-ha vai mẹ của Yoo Han Yang và Yoo Kyung Jin (tập 2–3)
- Seung Eui-yeol	vai cha của Yoo Han Yang và Yoo Kyung Jin (tập 2)
- Lee Kyu-hyung vai Yoo Han Yang, anh trai của Yoo Kyung Jin (tập 3) [13][28][29]
- Seo Min-sung vai Bác sĩ phẫu thuật đại trực tràng (tập 3)
- Ma Jung-pil vai Bác sĩ (tập 3)
- Ko Han-min vai chồng của sản phụ Choi Ye Rim (tập 3)
- Hong Yoon-hee vai mẹ chồng của sản phụ Choi Ye Rim (tập 3)
- Lee Joon-gyu vai Kim Myeong Jin, bệnh nhân của Lee Ik Jun (tập 3)
- Son Seung-hoon vai Cho Seon Ho, bệnh nhân nhận giấy kê toa từ Y tá (tập 3)
- Ahn Tae-Rin vai Ha Yul, bệnh nhi của Ahn Jeong Won (tập 3)
- Kim Mi-ra vai mẹ của Ha Yul (tập 3)
- Heo Sun-haeng vai bệnh nhân của Cheon Myeong Tae (tập 3)
- Kim So Woon vai vợ của bệnh nhân của Cheon Myeong Tae (tập 3)
- Choi Sol-hee vai bệnh nhân của Kim Jun Wan (tập 3)
- Yoon Sung-won vai chồng của bệnh nhân của Kim Jun Wan (tập 3)
- Kwon Oh-soo vai Nghị viên Quốc hội, bệnh nhân ở khoa Cấp cứu của Cheon Myeong Tae (tập 3)
- Yeon Je-hun vai nhân viên của Nghị viên Quốc hội (tập 3)
- Seo Kwang-jae vai bệnh nhân ung thư đã hồi phục của Lee Ik Jun (tập 3)
- Im Too-chul vai con trai của bệnh nhân ung thư đã hồi phục của Lee Ik Jun (tập 3)
- Ahn Chang-hwan vai Baek Hyeong Do, kình địch thời đại học của Lee Ik Jun (khách mời giọng nói, tập 3)
- Ko In-beom vai Jang Jong Gil, bệnh nhân ghép gan của Lee Ik Jun chuyển từ bệnh viện ở Mokpo (tập 3, 8, 12)
- Kim Ja-young vai vợ của Jang Jong Gil (tập 3, 8, 12)
- Kim Kyu-beak vai con trai của Jang Jong Gil (tập 3, 8, 12)
- Ham Sang-hoon vai Son Chan Gyu, bệnh nhân của Kim Jun Wan (tập 3)
- Yeon Si-woo vai Lee Gyeong Mi (tập 3-4)
- Oh Eun-seo vai Ba Da, bệnh nhi của Ahn Jeong Won (tập 4)
- Kim Jin vai mẹ của Ba Da (tập 4)
- Kim Geun-bae vai cha của Ba Da (tập 4)
- Jung Seo-in vai bệnh nhân đến từ Jinhae của Lee Ik Jun (tập 4)
- Lee Dong-yong vai chồng của bệnh nhân đến từ Jinhae của Lee Ik Jun (tập 4)
- Ryu Yeon-seok vai Nghiên cứu sinh khoa Ngoại Thần kinh (tập 4)
- Lim Jae-geun vai cha của Ru Bin (tập 4)
- Lee Woo-shin vai Bác sĩ (tập 4)
- Park Sun-joo vai Hwang Min Jung, giao dịch viên ngân hàng bệnh viện Yulje (tập 4, 8)
- Chae Min-hee vai So Yeon, Y tá (tập 4)[30]
- Ki Hwan vai cha của bệnh nhi Eun Ji (tập 4)
- Kim Hyun vai Choi Eun Suk, bệnh nhân bị chồng bạo hành (tập 5)
- Kim Hak-sun vai chồng của bệnh nhân Choi Eun Suk (tập 5)
- Lee Il-hwa vai mẹ của Bác sĩ Jang Gyeo Ul (khách mời giọng nói, tập 5, 10)[31]
- Lee Ha-joo vai nhân viên quán cà phê bệnh viện (tập 6)
- Kang Hak-soo vai bệnh nhân được Jang Yun Bok thay ống truyền có com gái vừa đi làm (tập 6)
- Kwak Na-yeon vai vợ của bệnh nhân được Jang Yun Bok thay ống truyền có con gái vừa đi làm (tập 6)
- Jung Eun-kyung vai mẹ của Hwang Du Na (tập 6)
- Kim Sang-il vai cha của Hwang Du Na (tập 6)
- Jo In vai sản phụ Kim So Yeong (tập 6)
- Hong Eui-joon vai chồng của sản phụ Kim So Yeong (tập 6)
- Goo Jae-yeon vai mẹ của sản phụ Kim So Yeong (tập 6)
- Jung Young-keum vai mẹ chồng của sản phụ Kim So Yeong (tập 6)
- Hong Dae-sung vai cha của bệnh nhi Kim Chang Min (tập 6)
- Lee Hyun-joo vai mẹ của bệnh nhi Kim Chang Min (tập 6)
- Chu Yeon-gyu vai Bác sĩ (tập 6)
- Kim Ro-sa vai Seo Cho Rong, Bác sĩ chuyên khoa Nhi (tập 6)
- Ahn Sang-woo vai Giáo sư lúc Lee Ik Jun và Ahn Jeong Won còn là Bác sĩ thực tập (tập 6)
- Kim Sang-il vai cha của Hwang Du Na (tập 6)
- Jung Eun-kyung vai mẹ của Hwang Du Na (tập 6-12)
- Park Se-jin vai Hwang Du Na, bệnh nhân của Chae Song Hwa (tập 7, 10-12)
- Lim Han-bin vai Han Jun, bệnh nhi của Ahn Jeong Won (tập 7)
- Kim Ga-young vai mẹ của Han Jun (tập 7)
- Kim Hieora vai An Seong Ju, bệnh nhân của Lee Ik Jun (tập 7)
- Kang Moon-kyung vai cha của An Seong Ju (tập 7)
- Lee Eun-ju vai mẹ của An Seong Ju (tập 7)
- Hong Woo-jin vai anh của An Seong Ju (tập 7)
- Kim Bum-soo vai nhân viên bảo vệ của bệnh viện Yulje (tập 7)
- Lee Jae-soon vai mẹ của nhân viên bảo vệ, bệnh nhân chết não đăng kí hiến tạng (tập 7)
- Han Ki-Jang vai nhân viên y tế giải thích tình hình mẹ của nhân viên bảo vệ cho khoa Cấp cứu (tập 7)
- Min Si-a vai người mẹ xin ý kiến của Kim Jun Wan về bệnh tình của con (tập 7)
- Han Chae-bin vai Kim Ha-eun, bác sĩ khoa Nhi của bệnh viện Jae An, có con bị sốt 40 độ ở khoa Cấp cứu (tập 7)
- Yoon Bok-sung vai Sun Du Ho, bệnh nhân (tập 7-8)
- Park Se-in vai con gái của Sun Du Ho (tập 7-8)
- Park Ju-won vai bệnh nhi nam của Ahn Jeong Won (tập 8)
- Park Soo-jin vai mẹ của bệnh nhi nam (tập 8)
- Kim Jong-ho vai bệnh nhân của Lee Ik Jun (tập 8)
- Lee Eun-chae vai bệnh nhân của Yang Seok Hyeong (tập 8)
- Kim I-san vai chồng của bệnh nhân của Yang Seok Hyeong (tập 8)
- Ha Seung-youn vai sản phụ bị băng huyết sau sinh chuyển từ Phòng khám Sản phụ Malgeum đến Yulje (tập 8)
- Jin Sung-min vai chồng của sản phụ bị băng huyết sau sinh (tập 8)
- Jeon Su-yeon vai bệnh nhân của Yang Seok Hyeong (tập 8)
- Lee Joo-sil vai bệnh nhân bị u não, bệnh nhân của Chae Song Hwa (tập 8)
- Jung Seung-gil vai con trai của bệnh nhân bị u não (tập 8)[32]
- Choi Yoo-song vai con gái của bệnh nhân bị u não (tập 8)
- Kang Ae-sim vai mẹ của Chae Song Hwa (khách mời giọng nói, tập 8)
- Lee Bom Sori vai Nghiên cứu sinh khoa Sản, bóp vai cho Y tá (tập 9)
- Park Soo-min vai Y tá khoa Sản, được Nghiên cứu sinh bóp vai (tập 9)
- Yoo Jae-myung vai Shin Sung Eui, Giáo sư khoa Chẩn đoán hình ảnh (tập 9) [33][34]
- Park Moo-yum vai Nghiên cứu sinh khoa Chấn thương chỉnh hình, chồng của Y tá mang thai (tập 9)
- Lee Si-young vai Y tá mang thai, vợ của Nghiên cứu sinh khoa Chấn thương chỉnh hình (tập 9)
- Lee Yoon-sang vai Giáo sư ngồi xem thi đấu (tập 9)
- Hyun Jung-hwa vai Giáo sư khoa Y học hạt nhân (tập 9) [35]
- Joo Sae-hyuk vai Nghiên cứu sinh khoa Y học Hạt nhân (tập 9)
- Kim Ki-nam vai trọng tài bóng bàn (tập 9)
- Lim Ji-ho vai Yoon Jae Min, Bác sĩ khoa Cấp cứu (tập 9, 11)
- Seol Chan-mi vai Y tá phòng chăm sóc tích cực cho trẻ sơ sinh đọc thư do mẹ của bệnh nhi Si On gửi (tập 9)
- Kim Jin-bok vai Ko Ju Hyeong, bệnh nhân bị tai nạn giao thông được chuyển đến khoa Cấp cứu (tập 9)
- Ko Kyoung-hee vai vợ của Ko Ju Hyeong (tập 9)
- Kim Sung-yong vai Bác sĩ gây mê trong ca mổ bệnh nhân Ko Ju Hyeong của Lee Ik Jun và Kim Jun Wan (tập 9)
- Kim Su-kyung vai mẹ của em bé Min Sol (tập 9)
- Yang Seo-bin vai Hyo Ju, vợ của Bác sĩ Do Jae Hak (tập 9-12)
- Park Jung-woo vai Jang Ga Eul, em trai của Bác sĩ Jang Gyeo Ul (tập 10)[36]
- Na Young Seok vai Jang Young Seok, cha của Jang Mo Ne và Jang Ma Ne (tập 10)[37]
- Choi Duk-moon vai Chu Cheol U, cha của Bác sĩ Chu Min Ha (tập 10)[38]
- Jang Hye-jin vai mẹ của Bác sĩ Chu Min Ha (tập 10)[38]
- Lee Jae-in vai Kang Chan Dong, bệnh nhân của Lee Ik Jun (tập 10)
- Kim Hee-chang vai người bạn thân muốn hiến gan cho Kang Chan Dong (tập 10)
- Park Yu-mi vai mẹ của bệnh nhi Ga Ram (tập 10)
- Heo Jin vai cha của bệnh nhi Ga Ram (tập 10)
- Yang Joon-ho vai Bác sĩ nam (tập 10)
- Jung Hyun-suk vai Bác sĩ khoa Nhi (tập 10)
- Choi Ji-yeon vai Bác sĩ nữ (tập 10)
- Jung Soo-in vai Bác sĩ vật lý trị liệu cho Hwang Du Na (tập 10)
- Yoon Do-gun vai Bác sĩ thực tập nam trong phòng mổ (tập 10)
- Han Ji-hyo vai Bác sĩ thực tập nữ trong phòng mổ (tập 10)
- Kim Jun-han vai Ahn Chi Hong, Bác sĩ nội trú năm nhất khoa Ngoại Thần kinh (tập 11)[39]
- Lee Do-hye vai Ki Eun Mi, Bác sĩ nội trú năm nhất khoa Sản (tập 11)
- Lee Tae-hyung vai Ahn Sang Mo, bệnh nhân (tập 11)
- Goo Si-yeon vai vợ của Ahn Sang Mo (tập 11)
- Lee Hyo-je vai con trai của Ahn Sang Mo (tập 11)
- Bae Min-jun vai con trai của Ahn Sang Mo (tập 11)
- Jeon Yeo-jin vai chị gái của sản phụ Yeon Ho Jeong (tập 11)
- Lee Yong-sook vai mẹ của sản phụ Yeon Ho Jeong (tập 11)
- Jang Won-hyung vai Nghiên cứu sinh khoa Nhi (tập 12)
- Jo Nam-hee vai Bác sĩ (tập 12)
- Ki So-yu vai Seung Chae, bệnh nhi của Ahn Jeong Won (tập 12)
- Park Mi-Sook vai mẹ của Seung Chae (tập 12)
- Lee Da-yeong vai Kang Seo Ju, sản phụ của Yang Seok Hyeong (tập 12)
- Seol Chang-Hee vai chồng của Kang Seo Ju (tập 12)
- Jung Chung-gu vai Bae JongSeop, bệnh nhân ở khoa Nội được Lee Ik Jun phụ trách (tập 12)
- So Hee-jung vai vợ của Bae Jong Seop (tập 12)
- Choi Gyo-sik vai anh của Bae Jong Seop (tập 12)
- Park Jae-joon vai Choi Eun Dam, bệnh nhi của Kim Jun Wan (tập 12)
- Park Sung-Kyun	vai con trai của bệnh nhân lớn tuổi xuất huyết não của Chae Song Hwa (tập 12)
- Jang Moon-suk vai con trai của bệnh nhân lớn tuổi xuất huyết não của Chae Song Hwa (tập 12)
- An Hui-ju vai con gái của bệnh nhân lớn tuổi xuất huyết não của Chae Song Hwa (tập 12)

## Sản xuất

### Quay phim
Phần 1 của bộ phim bắt đầu bấm máy vào đầu tháng 10 năm 2019. Cảnh Bệnh viện Đại học Gangwoon xuất hiện trong tập 1 được quay tại Bệnh viện Thánh tâm Dongtan của Đại học Hallym (ở Hwaseong, Gyeonggi). Cảnh Bệnh viện Yulje ban đầu được quay tại Trung tâm Y tế của Đại học Nữ sinh Ewha (ở Gangseo-gu, Seoul), sau đó do đại dịch COVID-19 nên được quay tại phim trường ở thành phố Pocheon. Quá trình quay phần 1 được hoàn thành vào cuối tháng 4 năm 2020.
Phần 2 dự kiến bắt đầu bấm máy vào đầu tháng 12 năm 2020, tuy nhiên đã bị hoãn lại đến cuối tháng 1 năm 2021 do đại dịch COVID-19. Quá trình quay phần 2 kết thúc vào ngày 6 tháng 9 năm 2021.

### Thông tin thêm
Nhà biên kịch Lee Woo-jung và đạo diễn Shin Won-ho trước đây đã làm việc cùng nhau trong loạt phim dài tập Reply (2012–16) được giới phê bình đánh giá cao. Ngoài ra, nam diễn viên Jung Kyung-ho cũng đã tái hợp với đạo diễn Shin Won-ho trong dự án này, sau khi họ đã từng làm việc cùng nhau trong bộ phim hài đen ăn khách Prison Playbook.
Bộ phim cũng đánh dấu sự tái hợp của đã tái hợp của đạo diễn Shin Won-ho và nam diễn viên Yoo Yeon-seok, sau khi họ làm việc cùng nhau trong Reply 1994.
Vai diễn Chae Song Hwa trong phim là vai chính đầu tiên của Jeon Mi-do trong một bộ phim truyền hình.
Trong thời gian chờ đợi phần 2, đạo diễn đã công bố các video về buổi casting, lần gặp đầu tiên của các diễn viên, những điểm nhấn hậu trường của bộ phim thông qua kênh YouTube Channel Fullmoon của đạo diễn Na Young-seok.
Chương trình giải trí Camping Playlist phát hành tập đầu tiên vào ngày ngày 4 tháng 3 trên kênh YouTube Channel Fullmoon. Chương trình gồm 6 tập với 13 phần, mỗi phần có độ dài khoảng 24 phút, là chuyến cắm trại hai ngày một đêm tại phim trường của năm diễn viên chính, được mô tả là một dự án nhằm giúp người hâm mộ rút ngắn thời gian chờ đợi phần 2 của bộ phim.
Trên kênh YouTube Channel Fullmoon cho biết rằng vai diễn Ahn Chi Hong của Kim Jun-han và vai diễn Bae Jun-hee của Shin Do-hyun sẽ không xuất hiện trong phần 2.
Vào ngày 15 tháng 4 năm 2021, kênh YouTube Channel Fullmoon đã tiết lộ một phần nhỏ của cảnh đọc kịch bản phần 2.
Chương trình truyền hình Wise Mountain Village Life được xem như là phần "ngoại truyện" của bộ phim do đạo diễn Na Young-seok sản xuất với sự tham gia của năm diễn viên chính và một số khách mời sẽ lên sóng trên tvN từ ngày 8 tháng 10 năm 2021. Chương trình được ghi hình tại một vùng nông thôn ở tỉnh Gangwon.
Mido and Falasol là một ban nhạc được năm diễn viên chính của bộ phim Jo Jung-suk, Yoo Yeon-seok, Jung Kyung-ho, Kim Dae-myung và Jeon Mi-do thành lập. Các cảnh quay tập nhạc trong phim đều được các diễn viên thực hiện thật. Vào ngày 4 tháng 6 năm 2020, ngay sau khi lên sóng tập đặc biệt của phần 1, buổi biểu diễn trực tiếp của ban nhạc do chính họ chuẩn bị đã được phát sóng trực tiếp trên kênh YouTube Channel Fullmoon đã thu hút hơn 300000 lượt xem. Ngày 27 tháng 8 năm 2021, năm thành viên quyết định chọn tên Moraeal là tên fandom chính thức của ban nhạc.
Nhờ ảnh hưởng tích cực và những thông tin về việc hiến tạng liên tục xuất hiện trong loạt phim Những bác sĩ tài hoa đã giúp làm tăng số lượng người đăng ký hiến tạng ở Hàn Quốc.

## Nhạc phim

### Phần 1
Nhạc phim gốc của Những bác sĩ tài hoa do Ma Joo-hee sản xuất, được phát hành vào ngày 4 tháng 6 năm 2020, bởi Studio MaumC, Egg Is Coming và Stone Music Entertainment. Bbao gồm các bản cover các bài hát nổi tiếng của Hàn Quốc được phát hành trong thập niên 1990 và 2000 Tất cả các bài hát được xếp hạng trên Gaon Digital Chart và 12 bài trên K-pop Hot 100, một số bài đã nhận được một số đề cử và giải thưởng.
| Track listing    | Track listing                                                         | Track listing    | Track listing    | Track listing          | Track listing |
| STT              | Nhan đề                                                               | Phổ lời          | Phổ nhạc         | Nghệ sĩ                | Thời lượng    |
| ---------------- | --------------------------------------------------------------------- | ---------------- | ---------------- | ---------------------- | ------------- |
| 1.               | "Lonely Night"                                                        | Kim Tae-won      | Kim Tae-won      | Kwon Ji-ah             | 4:02          |
| 2.               | "Introduce Me a Good Person" (좋은 사람 있으면 소개시켜줘)            | Kim Hee-tam      | Jung Jae-hyung   | Joy (Red Velvet)       | 3:03          |
| 3.               | "Aloha" (아로하)                                                      | Kim Tae-hoon     | Wi Jong-soo      | Jo Jung-suk            | 4:04          |
| 4.               | "Confession Is Not Flashy" (화려하지 않은 고백)                       | Oh Tae-ho        | Oh Tae-ho        | Kyuhyun (Super Junior) | 3:48          |
| 5.               | "Beautiful My Love" (그대 고운 내 사랑)                               | Yoon Min-seok    | Yoon Min-seok    | Urban Zakapa           | 3:50          |
| 6.               | "In Front of City Hall at the Subway Station" (시청 앞 지하철 역에서) | Kim Chang-gi     | Kim Chang-gi     | Kwak Jin-eon           | 4:59          |
| 7.               | "You Always" (넌 언제나)                                              | Jang Kyung-ah    | Park Jung-won    | J Rabbit               | 4:16          |
| 8.               | "With My Tears" (내 눈물 모아)                                        | Kim Hee-tam      | Jung Jae-hyung   | Wheein (Mamamoo)       | 4:13          |
| 9.               | "The Wind Is Blowing" (바람이 부네요)                                 | Im In-geon       | Im In-geon       | Lee So-ra              | 4:31          |
| 10.              | "Oh! What a Shiny Night (Drama Version)" (밤이 깊었네)                | Han Kyung-rok    | Han Kyung-rok    | Mido and Falasol       | 2:38          |
| 11.              | "Canon (Drama Version)" (캐논)                                        |                  | Johann Pachelbel | Mido and Falasol       | 2:49          |
| 12.              | "Beyond the Rainbow Forest" (넌 따뜻해)                               | Kim Jin-hak      | Kim Jin-hak      | Park Hyuk-jin          | 4:30          |
| 13.              | "While Living Life" (사노라면)                                        | Kim Moon-eung    | Gil Ok-yoon      | Oohyo                  | 4:05          |
| 14.              | "I Knew I Love" (사랑하게 될 줄 알았어)                               | Lee Sang-gyu     | Lee Sang-gyu     | Jeon Mi-do             | 4:21          |
| 15.              | "Me to You, You to Me" (너에게 난, 나에게 넌)                         | Song Bong-joo    | Song Bong-joo    | Mido and Falasol       | 3:52          |
| 16.              | "Sorrowful (Piano Ver. 1)"                                            |                  |                  | Kim Jin-hak            | 4:38          |
| 17.              | "Affect"                                                              |                  |                  | Song Ha-min            | 2:01          |
| 18.              | "Moving Forward (Full Version)"                                       |                  |                  | Kim Jin-hak            | 2:27          |
| 19.              | "Frozen Dream"                                                        |                  |                  | Song Ha-min            | 1:46          |
| 20.              | "Monday"                                                              |                  |                  | Song Ha-min            | 1:32          |
| 21.              | "Oh! What a Shiny Night (Drama Version)" (Inst.)                      |                  |                  |                        | 2:38          |
| 22.              | "Beyond the Rainbow Forest" (Inst.)                                   |                  |                  |                        | 4:30          |
| 23.              | "While Living Life" (Inst.)                                           |                  |                  |                        | 4:05          |
| 24.              | "I Knew I Love" (Inst.)                                               |                  |                  |                        | 4:21          |
| Tổng thời lượng: | Tổng thời lượng:                                                      | Tổng thời lượng: | Tổng thời lượng: | Tổng thời lượng:       | 86:59         |

| OST tập đặc biệt | OST tập đặc biệt                                                        | OST tập đặc biệt | OST tập đặc biệt | OST tập đặc biệt | OST tập đặc biệt |
| STT              | Nhan đề                                                                 | Phổ lời          | Phổ nhạc         | Ca sĩ            | Thời lượng       |
| ---------------- | ----------------------------------------------------------------------- | ---------------- | ---------------- | ---------------- | ---------------- |
| 1.               | "Introduce Me a Good Person (Drama Ver.)" (좋은 사람 있으면 소개시켜줘) | Kim Hee-tam      | Jung Jae-hyung   | Mido and Falasol | 2:05             |
| 2.               | "With My Tears (Drama Ver.)" (내 눈물 모아)                             | Kim Hee-tam      | Jung Jae-hyung   | Mido and Falasol | 3:52             |
| 3.               | "Confession Is Not Flashy (Drama Ver.)" (화려하지 않은 고백)            | Oh Tae-ho        | Oh Tae-ho        | Mido and Falasol | 3:55             |

### Phần 2

#### Part 1
| Phát hành ngày 18 tháng 6 năm 2021 | Phát hành ngày 18 tháng 6 năm 2021 | Phát hành ngày 18 tháng 6 năm 2021 | Phát hành ngày 18 tháng 6 năm 2021 | Phát hành ngày 18 tháng 6 năm 2021 | Phát hành ngày 18 tháng 6 năm 2021 |
| STT                                | Nhan đề                            | Phổ lời                            | Phổ nhạc                           | Nghệ sĩ                            | Thời lượng                         |
| ---------------------------------- | ---------------------------------- | ---------------------------------- | ---------------------------------- | ---------------------------------- | ---------------------------------- |
| 1.                                 | "Rain and You" (비와 당신)         | Bang Joon-seok                     | Bang Joon-seok                     | Lee Mu-jin                         | 4:22                               |
| 2.                                 | "Rain and You" (Inst.)             |                                    | Bang Joon-seok                     |                                    | 4:22                               |

#### Part 2
| Phát hành ngày 25 tháng 6 năm 2021 | Phát hành ngày 25 tháng 6 năm 2021                           | Phát hành ngày 25 tháng 6 năm 2021 | Phát hành ngày 25 tháng 6 năm 2021 | Phát hành ngày 25 tháng 6 năm 2021 | Phát hành ngày 25 tháng 6 năm 2021 |
| STT                                | Nhan đề                                                      | Phổ lời                            | Phổ nhạc                           | Nghệ sĩ                            | Thời lượng                         |
| ---------------------------------- | ------------------------------------------------------------ | ---------------------------------- | ---------------------------------- | ---------------------------------- | ---------------------------------- |
| 1.                                 | "In Front of the Post Office in Autumn" (가을 우체국 앞에서) | Kim Hyun-sung                      | Kim Hyun-sung                      | Kim Dae-myung                      | 4:29                               |
| 2.                                 | "In Front of the Post Office in Autumn" (Inst.)              |                                    | Kim Hyun-sung                      |                                    | 4:29                               |

#### Part 3
| Phát hành ngày 2 tháng 7 năm 2021 | Phát hành ngày 2 tháng 7 năm 2021 | Phát hành ngày 2 tháng 7 năm 2021 | Phát hành ngày 2 tháng 7 năm 2021 | Phát hành ngày 2 tháng 7 năm 2021 | Phát hành ngày 2 tháng 7 năm 2021 |
| STT                               | Nhan đề                           | Phổ lời                           | Phổ nhạc                          | Nghệ sĩ                           | Thời lượng                        |
| --------------------------------- | --------------------------------- | --------------------------------- | --------------------------------- | --------------------------------- | --------------------------------- |
| 1.                                | "I Like You" (나는 너 좋아)       | Kim Soon-gon                      | Cho Yong-pil                      | Jang Beom-june                    | 3:09                              |
| 2.                                | "I Like You" (Inst.)              |                                   | Cho Yong-pil                      |                                   | 3:09                              |

#### Part 4
| Phát hành ngày 9 tháng 7 năm 2021 | Phát hành ngày 9 tháng 7 năm 2021                  | Phát hành ngày 9 tháng 7 năm 2021 | Phát hành ngày 9 tháng 7 năm 2021 | Phát hành ngày 9 tháng 7 năm 2021 | Phát hành ngày 9 tháng 7 năm 2021 |
| STT                               | Nhan đề                                            | Phổ lời                           | Phổ nhạc                          | Nghệ sĩ                           | Thời lượng                        |
| --------------------------------- | -------------------------------------------------- | --------------------------------- | --------------------------------- | --------------------------------- | --------------------------------- |
| 1.                                | "I Love You More Than Anyone" (누구보다 널 사랑해) | Joomin                            | Dabi                              | Twice                             | 3:38                              |
| 2.                                | "I Love You More Than Anyone" (Inst.)              |                                   | Dabi                              |                                   | 3:38                              |

#### Part 5
| Phát hành ngày 16 tháng 7 năm 2021 | Phát hành ngày 16 tháng 7 năm 2021 | Phát hành ngày 16 tháng 7 năm 2021 | Phát hành ngày 16 tháng 7 năm 2021 | Phát hành ngày 16 tháng 7 năm 2021 | Phát hành ngày 16 tháng 7 năm 2021 |
| STT                                | Nhan đề                            | Phổ lời                            | Phổ nhạc                           | Nghệ sĩ                            | Thời lượng                         |
| ---------------------------------- | ---------------------------------- | ---------------------------------- | ---------------------------------- | ---------------------------------- | ---------------------------------- |
| 1.                                 | "I Like You" (좋아좋아)            | Nadeul                             | Nadeul                             | Jo Jung-suk                        | 3:38                               |
| 2.                                 | "I Like You" (Inst.)               |                                    | Nadeul                             |                                    | 3:38                               |

#### Part 6
| Phát hành ngày 23 tháng 7 năm 2021 | Phát hành ngày 23 tháng 7 năm 2021 | Phát hành ngày 23 tháng 7 năm 2021 | Phát hành ngày 23 tháng 7 năm 2021 | Phát hành ngày 23 tháng 7 năm 2021 | Phát hành ngày 23 tháng 7 năm 2021 |
| STT                                | Nhan đề                            | Phổ lời                            | Phổ nhạc                           | Nghệ sĩ                            | Thời lượng                         |
| ---------------------------------- | ---------------------------------- | ---------------------------------- | ---------------------------------- | ---------------------------------- | ---------------------------------- |
| 1.                                 | "Superstar" (슈퍼스타)             | Lee Han-chul                       | Lee Han-chul                       | Mido and Falasol                   | 3:37                               |
| 2.                                 | "Superstar" (Inst.)                |                                    | Lee Han-chul                       |                                    | 3:37                               |

#### OST tập đặc biệt
| Phát hành ngày 30 tháng 7 năm 2021 | Phát hành ngày 30 tháng 7 năm 2021   | Phát hành ngày 30 tháng 7 năm 2021 | Phát hành ngày 30 tháng 7 năm 2021 | Phát hành ngày 30 tháng 7 năm 2021 | Phát hành ngày 30 tháng 7 năm 2021 |
| STT                                | Nhan đề                              | Phổ lời                            | Phổ nhạc                           | Nghệ sĩ                            | Thời lượng                         |
| ---------------------------------- | ------------------------------------ | ---------------------------------- | ---------------------------------- | ---------------------------------- | ---------------------------------- |
| 1.                                 | "Let's Forget It" (이젠 잊기로 해요) | Lee Jang-hee                       | Lee Jang-hee                       | Mido and Falasol                   | 4:36                               |
| 2.                                 | "Already One Year" (벌써 일 년)      | Han Kyung-hye                      | Yoon Gun                           | Mido and Falasol                   | 3:52                               |

#### Part 7
| Phát hành ngày 6 tháng 8 năm 2021 | Phát hành ngày 6 tháng 8 năm 2021 | Phát hành ngày 6 tháng 8 năm 2021 | Phát hành ngày 6 tháng 8 năm 2021 | Phát hành ngày 6 tháng 8 năm 2021 | Phát hành ngày 6 tháng 8 năm 2021 |
| STT                               | Nhan đề                           | Phổ lời                           | Phổ nhạc                          | Nghệ sĩ                           | Thời lượng                        |
| --------------------------------- | --------------------------------- | --------------------------------- | --------------------------------- | --------------------------------- | --------------------------------- |
| 1.                                | "To You" (너에게)                 | Kim Hyung-seok                    | Kim Hyung-seok                    | Yoo Yeon-seok                     | 3:46                              |
| 2.                                | "To You" (Inst.)                  |                                   | Kim Hyung-seok                    |                                   | 3:46                              |

#### Part 8
| Phát hành ngày 13 tháng 8 năm 2021 | Phát hành ngày 13 tháng 8 năm 2021          | Phát hành ngày 13 tháng 8 năm 2021 | Phát hành ngày 13 tháng 8 năm 2021 | Phát hành ngày 13 tháng 8 năm 2021 | Phát hành ngày 13 tháng 8 năm 2021 |
| STT                                | Nhan đề                                     | Phổ lời                            | Phổ nhạc                           | Nghệ sĩ                            | Thời lượng                         |
| ---------------------------------- | ------------------------------------------- | ---------------------------------- | ---------------------------------- | ---------------------------------- | ---------------------------------- |
| 1.                                 | "Is It Still Beautiful" (여전히 아름다운지) | You Hee-yeol                       | You Hee-yeol                       | Seventeen                          | 4:36                               |
| 2.                                 | "Is It Still Beautiful" (Inst.)             |                                    | You Hee-yeol                       |                                    | 4:36                               |

#### Part 9
| Phát hành ngày 20 tháng 8 năm 2021 | Phát hành ngày 20 tháng 8 năm 2021 | Phát hành ngày 20 tháng 8 năm 2021 | Phát hành ngày 20 tháng 8 năm 2021 | Phát hành ngày 20 tháng 8 năm 2021 | Phát hành ngày 20 tháng 8 năm 2021 |
| STT                                | Nhan đề                            | Phổ lời                            | Phổ nhạc                           | Nghệ sĩ                            | Thời lượng                         |
| ---------------------------------- | ---------------------------------- | ---------------------------------- | ---------------------------------- | ---------------------------------- | ---------------------------------- |
| 1.                                 | "Reminiscence" (회상)              | Kim Chang-hoon                     | Kim Chang-hoon                     | Jung Kyung-ho                      | 3:56                               |
| 2.                                 | "Reminiscence" (Inst.)             |                                    | Kim Chang-hoon                     |                                    | 3:56                               |

#### Part 10
| Phát hành ngày 27 tháng 8 năm 2021 | Phát hành ngày 27 tháng 8 năm 2021 | Phát hành ngày 27 tháng 8 năm 2021     | Phát hành ngày 27 tháng 8 năm 2021     | Phát hành ngày 27 tháng 8 năm 2021 | Phát hành ngày 27 tháng 8 năm 2021 |
| STT                                | Nhan đề                            | Phổ lời                                | Phổ nhạc                               | Nghệ sĩ                            | Thời lượng                         |
| ---------------------------------- | ---------------------------------- | -------------------------------------- | -------------------------------------- | ---------------------------------- | ---------------------------------- |
| 1.                                 | "It's My Life"                     | Richie Sambora Jon Bon Jovi Max Martin | Richie Sambora Jon Bon Jovi Max Martin | Yoon Mi-rae                        | 4:17                               |
| 2.                                 | "It's My Life" (Inst.)             |                                        | Richie Sambora Jon Bon Jovi Max Martin |                                    | 4:17                               |

#### OST đặc biệt
| Phát hành ngày 3 tháng 9 năm 2021 | Phát hành ngày 3 tháng 9 năm 2021                      | Phát hành ngày 3 tháng 9 năm 2021 | Phát hành ngày 3 tháng 9 năm 2021                        | Phát hành ngày 3 tháng 9 năm 2021 | Phát hành ngày 3 tháng 9 năm 2021 |
| STT                               | Nhan đề                                                | Phổ lời                           | Phổ nhạc                                                 | Nghệ sĩ                           | Thời lượng                        |
| --------------------------------- | ------------------------------------------------------ | --------------------------------- | -------------------------------------------------------- | --------------------------------- | --------------------------------- |
| 1.                                | "You Have A Crush On Me (Drama Ver.)" (넌 내게 반했어) | Lee Sang-woo                      | Lee Sang-woo Jung Woo-yong Jung Min-joon Hwang Hyun-sung | Mido and Falasol                  | 3:46                              |
| 2.                                | "Rain and You (Drama Ver.)" (비와 당신)                | Bang Joon-seok                    | Bang Joon-seok                                           | Mido and Falasol                  | 4:05                              |
| 3.                                | "I Like You" (나는 너 좋아)                            | Kim Soon-gon                      | Cho Yong-pil                                             | Mido and Falasol                  | 3:32                              |

#### Part 11
| Phát hành ngày 10 tháng 9 năm 2021 | Phát hành ngày 10 tháng 9 năm 2021   | Phát hành ngày 10 tháng 9 năm 2021 | Phát hành ngày 10 tháng 9 năm 2021 | Phát hành ngày 10 tháng 9 năm 2021 | Phát hành ngày 10 tháng 9 năm 2021 |
| STT                                | Nhan đề                              | Phổ lời                            | Phổ nhạc                           | Nghệ sĩ                            | Thời lượng                         |
| ---------------------------------- | ------------------------------------ | ---------------------------------- | ---------------------------------- | ---------------------------------- | ---------------------------------- |
| 1.                                 | "Running In The Sky" (하늘을 달리다) | Lee Juck                           | Lee Juck                           | Hynn                               | 4:24                               |
| 2.                                 | "Running In The Sky" (Inst.)         |                                    | Lee Juck                           |                                    | 4:24                               |

#### Part 12
| Phát hành ngày 17 tháng 9 năm 2021 | Phát hành ngày 17 tháng 9 năm 2021 | Phát hành ngày 17 tháng 9 năm 2021 | Phát hành ngày 17 tháng 9 năm 2021 | Phát hành ngày 17 tháng 9 năm 2021 | Phát hành ngày 17 tháng 9 năm 2021 |
| STT                                | Nhan đề                            | Phổ lời                            | Phổ nhạc                           | Artist                             | Thời lượng                         |
| ---------------------------------- | ---------------------------------- | ---------------------------------- | ---------------------------------- | ---------------------------------- | ---------------------------------- |
| 1.                                 | "Butterfly"                        | Kang Hyun-min, Lee Jae-hak         | Lee Jae-hak                        | Jeon Mi-do                         | 3:28                               |
| 2.                                 | "Someday" (언젠가는)               | Lee Sang-eun                       | Lee Sang-eun, Ahn Jin-woo          | Mido and Falasol                   | 3:52                               |
| 3.                                 | "Butterfly" (Inst.)                |                                    | Lee Jae-hak                        |                                    | 3:28                               |
| 4.                                 | "Someday" (Inst.)                  |                                    | Lee Sang-eun, Ahn Jin-woo          |                                    | 3:52                               |

### Đĩa đơn
| Tựa đề                                                       | Năm    | Vị trí bảng xếp hạng | Vị trí bảng xếp hạng | Tập          |        |
| Tựa đề                                                       | Năm    | KOR Gaon             | KOR Hot              | Tập          |        |
| Phần 1                                                       | Phần 1 | Phần 1               | Phần 1               | Phần 1       | Phần 1 |
| ------------------------------------------------------------ | ------ | -------------------- | -------------------- | ------------ | ------ |
| "Lonely Night" (Kwon Jin-ah)                                 | 2020   | 35                   | 30                   | 1            |        |
| "Introduce Me a Good Person" (Joy)                           | 2020   | 6                    | 5                    | 2            |        |
| "Aloha" (Jo Jung-suk)                                        | 2020   | 1                    | 1                    | 3            |        |
| "Confession Is Not Flashy" (Kyuhyun)                         | 2020   | 8                    | 8                    | 4            |        |
| "Beautiful My Love" (Urban Zakapa)                           | 2020   | 12                   | 12                   | 5            |        |
| "In Front of City Hall at the Subway Station" (Kwak Jin-eon) | 2020   | 55                   | 27                   | 6            |        |
| "You Always" [[J Rabbit)                                     | 2020   | 64                   | 54                   | 7            |        |
| "With My Tears" (Wheein)                                     | 2020   | 18                   | 13                   | 8            |        |
| "The Wind Is Blowing" (Lee So-ra)                            | 2020   | 108                  | 96                   | 9            |        |
| "Beyond the Rainbow Forest" (Park Hyuk-jin)                  | 2020   | –                    | –                    | 10           |        |
| "Oh! What a Shiny Night (Drama. Ver)" (Mido and Falasol)     | 2020   | 37                   | 24                   | 10           |        |
| "Canon (Drama. Ver)" (Mido and Falasol)                      | 2020   | 194                  | –                    | 10           |        |
| "While Living Life" (Oohyo)                                  | 2020   | 185                  | –                    | 11           |        |
| "I Knew I Love" (Jeon Mi-do)                                 | 2020   | 1                    | 2                    | 11           |        |
| "Me to You, You to Me" (Mido and Falasol)                    | 2020   | 6                    | 5                    | 12           |        |
| Phần 2                                                       |        |                      |                      |              |        |
| "Rain and You" (Lee Mu-jin)                                  | 2021   | 11                   | 18                   | 1            |        |
| "In Front of the Post Office in Autumn" (Kim Dae-myung)      | 2021   | 27                   | 35                   | 2            |        |
| "I Like You" (Jang Beom-june)                                | 2021   | 36                   | 36                   | 3            |        |
| ""I Love You More Than Anyone" (Twice)                       | 2021   | 105                  | 75                   | 4            |        |
| "I Like You" (Jo Jung-suk)                                   | 2021   | 8                    | 10                   | 5            |        |
| "Superstar" (Mido and Falasol)                               | 2021   | 33                   | 23                   | 6            |        |
| "Let's Forget It" (Mido and Falasol)                         | 2021   | 47                   | 36                   | Tập đặc biệt |        |
| "Already One Year" (Mido and Falasol)                        | 2021   | 74                   | 37                   | Tập đặc biệt |        |
| "To You" (Yoo Yeon-seok)                                     | 2021   | 73                   | 54                   | 7            |        |
| "Is It Still Beautiful" (Seventeen)                          | 2021   | 25                   | 22                   | 8            |        |
| "Reminiscence" (Jung Kyung-ho)                               | 2021   | 36                   | 31                   | 9            |        |
| "It's My Life" (Yoon Mi-rae)                                 | 2021   | 94                   | TBA                  | 10           |        |
| "You Have A Crush On Me (Drama Ver.)" (Mido and Falasol)     | 2021   | 136                  | TBA                  | OST đặc biệt |        |
| "Rain and You (Drama Ver.)" (Mido and Falasol)               | 2021   | —                    | TBA                  | OST đặc biệt |        |
| "I Like You (Drama Ver.)" (Mido and Falasol)                 | 2021   | —                    | TBA                  | OST đặc biệt |        |
| "Running In The Sky" (Hynn)                                  | 2021   | 94                   | TBA                  | 11           |        |
| "Butterfly" (Jeon Mi-do)                                     | 2021   | 32                   | TBA                  | 12           |        |
| "Someday" (Mido and Falasol)                                 | 2021   | 85                   | TBA                  | 12           |        |

## Tỷ lệ người xem
Mặc dù, bộ phim được phát sóng trên hệ thống các kênh truyền hình cáp/trả phí nên số lượng người xem thấp hơn so với truyền hình miễn phí (ví dụ như KBS, SBS, MBC hay EBS) nhưng Những bác sĩ tài hoa đã trở bộ phim có tỷ lệ người xem cao thứ 9 trong lịch sử truyền hình cáp Hàn Quốc khi kết thúc phần đầu tiên với tập cuối cùng đạt 14,142% trên toàn quốc.
Tập 1 của phần 2 được phát sóng ngày 17 tháng 6 năm 2021 đạt tỷ suất người xem trung bình trên toàn Hàn Quốc là 10.007%, trở thành bộ phim có mức rating tập mở đầu cao nhất của đài tvN.
| Mùa | Mùa | Số tập | Số tập | Số tập | Số tập | Số tập | Số tập | Số tập | Số tập | Số tập | Số tập | Số tập | Số tập | Trung bình |
| Mùa | Mùa | 1      | 2      | 3      | 4      | 5      | 6      | 7      | 8      | 9      | 10     | 11     | 12     | Trung bình |
| --- | --- | ------ | ------ | ------ | ------ | ------ | ------ | ------ | ------ | ------ | ------ | ------ | ------ | ---------- |
|     | 1   | 1.698  | 2.050  | 2.382  | 2.476  | 3.064  | 3.082  | 3.247  | 3.332  | 3.126  | 3.277  | 3.463  | 3.579  | 2.898      |
|     | 2   | 2.629  | 2.494  | 2.876  | 2.857  | 3.338  | 3.573  | 2.920  | 3.433  | 3.470  | 3.342  | 3.649  | 3.853  | 3.203      |

#### Phần 1
| Tập. | Ngày phát sóng      | Tỷ lệ người xem trung bình | Tỷ lệ người xem trung bình | Tỷ lệ người xem trung bình |
| Tập. | Ngày phát sóng      | AGB Nielsen                | AGB Nielsen                | TNmS                       |
| Tập. | Ngày phát sóng      | Toàn quốc                  | Seoul                      | Toàn quốc                  |
| --- | ------------------- | -------------------------- | -------------------------- | -------------------------- |
| 1 | 12 tháng 3 năm 2020 | 6.325% (1st)               | 7.113% (1st)               | 6.5%                       |
| 2 | 19 tháng 3 năm 2020 | 7.750% (1st)               | 8.507% (1st)               | 8.4%                       |
| 3 | 26 tháng 3 năm 2020 | 8.556% (1st)               | 9.313% (1st)               | 9.5%                       |
| 4 | 2 tháng 4 năm 2020  | 9.754% (1st)               | 10.932% (1st)              | 9.9%                       |
| 5 | 9 tháng 4 năm 2020  | 11.321% (1st)              | 12.655% (1st)              | 10.5%                      |
| 6 | 16 tháng 4 năm 2020 | 11.682% (1st)              | 13.783% (1st)              | 11.8%                      |
| 7 | 23 tháng 4 năm 2020 | 12.077% (1st)              | 13.864% (1st)              | —                          |
| 8 | 30 tháng 4 năm 2020 | 12.008% (1st)              | 13.489% (1st)              | —                          |
| 9 | 7 tháng 5 năm 2020  | 12.134% (1st)              | 14.479% (1st)              | —                          |
| 10 | 14 tháng 5 năm 2020 | 12.701% (1st)              | 15.729% (1st)              | 12.2%                      |
| 11 | 21 tháng 5 năm 2020 | 13.125% (1st)              | 15.662% (1st)              | 11.8%                      |
| 12 | 28 tháng 5 năm 2020 | 14.142% (1st)              | 16.711% (1st)              | —                          |
| Trung bình | Trung bình          | 10.965%                    | 12.686%                    | —                          |
| Tập đặc biệt | 4 tháng 6 năm 2020  | 5.909% (1st)               | 7.403% (1st)               | 7.3%                       |
| - Trong bảng trên đây, số màu xanh biểu thị cho tỷ lệ người xem thấp nhất và số màu đỏ biểu thị cho tỷ lệ người xem cao nhất. - N/A biểu thị đánh giá không hiển thị. |                     |                            |                            |                            |

#### Phần 2
| Tập. | Ngày phát sóng      | Tỷ lệ khán giả trung bình (AGB Nielsen) | Tỷ lệ khán giả trung bình (AGB Nielsen) |
| Tập. | Ngày phát sóng      | Toàn quốc                               | Seoul                                   |
| --- | ------------------- | --------------------------------------- | --------------------------------------- |
| 1 | 17 tháng 6 năm 2021 | 10.007% (1st)                           | 11.737% (1st)                           |
| 2 | 24 tháng 6 năm 2021 | 10.071% (1st)                           | 11.848% (1st)                           |
| 3 | 1 tháng 7 năm 2021  | 10.604% (1st)                           | 12.602% (1st)                           |
| 4 | 8 tháng 7 năm 2021  | 10.972% (1st)                           | 12.775% (1st)                           |
| 5 | 15 tháng 7 năm 2021 | 12.399% (1st)                           | 15.058% (1st)                           |
| 6 | 22 tháng 7 năm 2021 | 13.151% (1st)                           | 15.785% (1st)                           |
| 7 | 5 tháng 8 năm 2021  | 10.643% (1st)                           | 12.334% (1st)                           |
| 8 | 12 tháng 8 năm 2021 | 13.120% (1st)                           | 15.521% (1st)                           |
| 9 | 19 tháng 8 năm 2021 | 12.892% (1st)                           | 14.763% (1st)                           |
| 10 | 26 tháng 8 năm 2021 | 12.704% (1st)                           | 14.618% (1st)                           |
| 11 | 9 tháng 9 năm 2021  | 13.387% (1st)                           | 15.382% (1st)                           |
| 12 | 16 tháng 9 năm 2021 | 14.080% (1st)                           | 15.726% (1st)                           |
| Trung bình | Trung bình          | 12,002%                                 | 14,012%                                 |
| Tập đặc biệt | 29 tháng 7 năm 2021 | 6.128% (1st)                            | 8.090% (1st)                            |
| Tập đặc biệt | 23 tháng 9 năm 2021 | 4.226% (1st)                            | 4.594% (1st)                            |
| - Trong bảng trên đây, số màu xanh biểu thị cho tỷ lệ người xem thấp nhất và số màu đỏ biểu thị cho tỷ lệ người xem cao nhất. |                     |                                         |                                         |

## Giải thưởng và đề cử
| Năm  | Giải thưởng                                | Hạng mục                                         | Đối tượng đề cử                                   | Kết quả   | Ref.   |
| ---- | ------------------------------------------ | ------------------------------------------------ | ------------------------------------------------- | --------- | ------ |
| 2020 | Giải thưởng Nghệ sĩ châu Á                 | Diễn viên đáng chú ý                             | Ahn Eun-jin                                       | Đoạt giải | [ 74 ] |
| 2020 | Giải thưởng Nghệ sĩ châu Á                 | Diễn xuất xuất sắc nhất                          | Jeon Mi-do                                        | Đoạt giải | [ 75 ] |
| 2020 | Asia Contents Awards                       | Nữ diễn viên mới xuất sắc                        | Jeon Mi-do                                        | Đoạt giải | [ 76 ] |
| 2020 | Asia Contents Awards                       | Biên kịch xuất sắc nhất                          | Lee Woo-jung                                      | Đề cử     | [ 77 ] |
| 2020 | Giải thưởng Âm nhạc Châu Á Mnet lần thứ 22 | Nhạc phim hay nhất                               | "Aloha" (do Jo Jung-suk trình bày)                | Đề cử     | [ 78 ] |
| 2020 | Giải thưởng Âm nhạc Châu Á Mnet lần thứ 22 | Nhạc phim hay nhất                               | "Introduce Me a Good Person" (do Joy trình bày)   | Đề cử     | [ 78 ] |
| 2020 | Giải thưởng Âm nhạc Châu Á Mnet lần thứ 22 | Bài hát của năm                                  | "Introduce Me a Good Person" (do Joy trình bày)   | Đề cử     | [ 78 ] |
| 2020 | Giải thưởng Âm nhạc Châu Á Mnet lần thứ 22 | Bài hát của năm                                  | "Aloha" (do Jo Jung-suk trình bày)                | Đề cử     | [ 78 ] |
| 2020 | Giải thưởng Nghệ thuật Baeksang lần thứ 56 | Nữ diễn viên mới xuất sắc nhất                   | Jeon Mi-do                                        | Đề cử     | [ 79 ] |
| 2020 | Giải thưởng Nghệ thuật Baeksang lần thứ 56 | Kịch bản xuất sắc nhất (phim truyền hình)        | Lee Woo-jung                                      | Đề cử     | [ 79 ] |
| 2020 | Brand of the Year Awards                   | Phim truyền hình xuất sắc nhất                   | Hospital Playlist                                 | Đoạt giải | [ 80 ] |
| 2020 | Brand of the Year Awards                   | Nam diễn viên chính xuất sắc nhất                | Jo Jung-suk                                       | Đoạt giải | [ 80 ] |
| 2020 | Brand of the Year Awards                   | Nữ diễn viên mới xuất sắc                        | Jeon Mi-do                                        | Đoạt giải | [ 80 ] |
| 2020 | Brand of the Year Awards                   | Nhạc phim hay nhất (Best OST)                    | "Aloha" (do Jo Jung-suk trình bày)                | Đoạt giải | [ 80 ] |
| 2020 | Giải thưởng âm nhạc Melon lần thứ 12       | Nhạc phim hay nhất (Best OST)                    | "Aloha" (do Jo Jung-suk trình bày)                | Đoạt giải | [ 81 ] |
| 2020 | Giải thưởng âm nhạc Melon lần thứ 12       | Nhạc phim hay nhất (Best OST)                    | "I Knew I Love" (do Jeon Mi-do trình bày)         | Đề cử     | [ 82 ] |
| 2021 | Giải thưởng âm nhạc Seoul lần thứ 30       | Nhạc phim hay nhất (Best OST)                    | "I Knew I Love" (do Jeon Mi-do trình bày)         | Đề cử     |        |
| 2021 | Giải thưởng âm nhạc Seoul lần thứ 30       | Nhạc phim hay nhất (Best OST)                    | "Introduce Me a Good Person" (do Joy trình bày)   | Đề cử     | [ 83 ] |
| 2021 | Giải thưởng âm nhạc Seoul lần thứ 30       | Nhạc phim hay nhất (Best OST)                    | "Confession Is Not Flashy" (do Kyuhyun trình bày) | Đề cử     | [ 83 ] |
| 2021 | Giải thưởng âm nhạc Seoul lần thứ 30       | Nhạc phim hay nhất (Best OST)                    | "Beautiful My Love" (do Urban Zakapa trình bày)   | Đề cử     | [ 83 ] |
| 2021 | Giải thưởng âm nhạc Seoul lần thứ 30       | Nhạc phim hay nhất (Best OST)                    | "With My Tears" (do Wheein trình bày)             | Đề cử     | [ 83 ] |
| 2021 | Giải thưởng âm nhạc Seoul lần thứ 30       | Nhạc phim hay nhất (Best OST)                    | "Aloha" (do Jo Jung-suk trình bày)                | Đoạt giải | [ 84 ] |
| 2021 | Giải Âm nhạc Genie                         | Nhạc phim hay nhất (Best OST)                    | "Aloha" (do Jo Jung-suk trình bày)                | Đoạt giải | [ 85 ] |
| 2021 | Giải Đĩa Vàng lần thứ 35                   | Nhạc phim hay nhất (Best OST)                    | "Aloha" (do Jo Jung-suk trình bày)                | Đoạt giải | [ 86 ] |
| 2021 | APAN Star Awards lần thứ 7                 | Phim truyền hình của năm                         | Hospital Playlist                                 | Đề cử     | [ 87 ] |
| 2021 | APAN Star Awards lần thứ 7                 | Nam diễn viên xuất sắc nhất thể loại phim ít tập | Jo Jung-suk                                       | Đề cử     | [ 88 ] |
| 2021 | APAN Star Awards lần thứ 7                 | Nữ diễn viên mới xuất sắc nhất                   | Jeon Mi-do                                        | Đoạt giải | [ 89 ] |
| 2021 | APAN Star Awards lần thứ 7                 | Nữ diễn viên mới xuất sắc nhất                   | Ahn Eun-jin                                       | Đề cử     | [ 87 ] |